# كيت مكنيل
كيت مكنيل (بالإنجليزية: Kate McNeil)‏ هي ممثلة أمريكية، ولدت في 17 أغسطس 1959 بفيلادلفيا في الولايات المتحدة.

## وصلات خارجية
- كيت مكنيل على موقع IMDb (الإنجليزية)
- كيت مكنيل على موقع قاعدة بيانات الفيلم (الإنجليزية)